# ファミリーコンピュータ ロボット
ファミリーコンピュータ ロボットは、任天堂の家庭用ゲーム機「ファミリーコンピュータ」用の周辺機器の一つで同ゲーム機と連動して動くロボットである。略称はファミコンロボット、ファミコンロボ。ロボット単体の型番はHVC-012。1985年7月11日発表、同年7月26日発売。開発者は横井軍平。

## 概要
任天堂からかつて発売された周辺機器「光線銃シリーズ」の技術を応用し、画面上から送信される光信号を直接ロボットの目で受け、内蔵モーターによって動かすことができる。単独で動作することはなく、ファミリーコンピュータ専用ゲームソフトの『ブロックセット』か『ジャイロセット』を必要とする。ゲーム画面に連動させてロボットを遠隔操作することがねらい（ロボットの側からファミコン本体へのフィードバックはない）。ロボット下部の台座周囲には5つのスリットが設けられ、ここに専用のモジュールを取り付けられる。
腕は常に前方に突き出した形で、胸部と連動している。可能な動作は胸部の垂直移動（6段階）・水平回転（5段階）、腕の開閉。これによりブロックやコマを操るといった動作をする。単3型乾電池4本使用。
海外ではR.O.B.（Robotic Operating Buddy）の名で発売されて、NES本体・光線銃（NES Zapper）とのセット販売もされた。ちなみに日本での配色はファミコンのカラーに合わせた赤と白の配色だが、日本国外ではNESのカラーに合わせて灰色を基調とした配色になっている。
日本向けCMにはプレイヤーキャラクター役として漫才コンビ「西川のりお・上方よしお」の西川のりおが出演した。
『ジャイロセット』は発売と同年に開催された国際科学技術博覧会の「コマ芸ロボット」（東芝館）から着想を得たものである。

## 専用ゲームソフト
ゲームソフトと、ロボットに取り付けるモジュールのセット。プレイ前にTESTモードでロボットの目線を画面に合わせる必要がある（OKならロボット頭部のLEDが点滅）。ゲームにはプレイヤーキャラクターとしてヘクター博士（1プレイヤー）、ベクター博士（2プレイヤー）が登場する。またロボットへの命令送信時にはUP・DOWN・LEFT・RIGHT・OPEN・CLOSEと6種類の合成音声を発する。

### ブロックセット
- 1985年7月26日発売
- 型番：HVC-BLS
- セット内容 - ブロック5個、ブロックトレイ5個、ブロックハンド2個、専用カセット『ブロック (ROBOT BLOCK)』
- 欧米版は『STACK-UP』として発売。
- ゲーム内容 - ロボットが5個のブロックを積み替え、崩さずにゲーム上での指示通り配置できたかを競う。博士がキーボードの上に飛び乗ってロボットへの信号を送る。なお実際にブロックが正しく配置されたかはソフト側で判定はせず、プレイヤー自身で確認する。
  - DIRECT - 博士がキーを押してロボットに直接命令し、少ないステップ数で指示通りブロックを配置する。
  - MEMORY - あらかじめロボットの操作手順を記録し、後で再生する。
  - BINGO（1P） - キーが縦横（5×5）に並んでおり、一列全てを押すことでロボットに命令を与える（押された状態のキーにもう一度乗ると元に戻る）。敵キャラクターに、勝手に一列のキーを押して行くフリッパーとキーの上をうろうろしているスパイクがおり、近づくと跳ね飛ばされる。
  - BINGO（2P） - 2人用対戦ゲーム。時間内に自分の陣地にブロックを多く置いた方の勝ち。敵キャラクターはスパイクのみ。

### ジャイロセット
- 1985年8月13日発売
- 型番 - HVC-GYS
- セット内容 - コマ2個、コマホルダー1個、コマトレイ1個、コマスピナー1個（要単1型乾電池）、コマハンド2個、専用カセット『ジャイロ (ROBOT Gyro)』
- 欧米版は『GYROMITE』として発売。
- 全世界での売上本数は132万本[3]。
- ゲーム内容 - トレイにファミコン本体のIIコントローラをセットし、A・Bボタンと連動する部分をロボットが持ったコマスピナーで回転させたコマを設置し押し下げる事で、ゲーム画面上の赤・青のゲートが上下する。時々、2つのボタンを同時に押す必要が出てくる為、その際には一つのコマをスピナーで回転させてトレイに置き、その間にもう一つのコマをロボットに持たせ押し下げる。
  - DIRECT - 画面上でロボットに直接命令する練習用モード。
  - GAMEA - 博士を操作してステージ内に仕掛けられた爆弾を除去する。STARTボタンで「送信モード」になりロボットへ命令する。敵キャラクターのスミックが邪魔をするが、カブラ（赤カブ）を与えて動きを止めたり、ゲートで押しつぶす事ができる。交互でプレイする2人用もある。
  - GAMEB - 寝ぼけて右方向に歩き続ける博士を、ゲートを上下させてゴール地点まで誘導する。

## 反響
発売当時としてはハイテクな機能で遊び方としてもかなり斬新であったが、限られたファミコンのスペックでできることは限られていたことやゲーム性そのものの単純さもあって幅広くは受け入れられず、上記の2本以降対応ソフトが一切発売されなかったこともあり、同年発売の『スーパーマリオブラザーズ』によるファミコンブームを迎える前に姿を消していった。しかし後に欧米へ輸出された際には、前述のセット販売など日本以上の売り上げを残している。

### 様々なゲームソフトへの登場
発売から15年以上が経過した2000年代前半から、さまざまなゲームに頻繁に登場するようになり、中には後述の『マリオカートDS』や『大乱闘スマッシュブラザーズX』のようにプレイヤーが直接操作するキャラクターとしても登場するようになった。
スターフォックス64（1997年）
N64用ソフト。本項のロボットとしての登場ではないが、セクターXのボスとして「HVC-09」というロボットが登場。外観はあまり似ていないが、名前や頭部にその名残を残している。なお、現実では任天堂のファミリーコンピュータ純正周辺機器としての型番の数字は3桁である上に「HVC-009（および010・011）」は実在せず、欠番になっている。
星のカービィ3（1998年）
SFC用ソフト。ヘクター博士の依頼によりロボットのパーツを集めるステージが存在し、完成すると本項の「ロボット」の姿になる。
F-ZERO GX（2003年）
GC用ソフト。ポートタウンの背景に登場している。
ピクミン2（2004年）
GC用ソフト。「ブロックセット」のブロック各色と、ロボットの頭部がお宝「オヤジのおもいで」として登場している。
エレクトロプランクトン（2005年）
DS用ソフト。メニューの一つ「ツリガネムシ」に『ジャイロ』のBGM・効果音・合成音声が使われている。ちなみにこのBGMは田中宏和の作曲。
マリオカートDS（2005年）
DS用ソフト。ゲーム機の周辺機器でありながら隠しプレイヤーキャラクター「HVC-012」として登場。さらに、同ゲームで専用カートとして用意される「HVC-BLS」は、前述の『ブロックセット』の型番であり『ブロックセット』のモジュールを模した外観をしている。もう一つの専用カート「HVC-LGS」は実在しない型番であるが、韓国版での名称は「HVC-LEGS」となっており、その名の通り足のような形状をしている。
ゲーム中、他のキャラクター（レーサー）は声を上げるべき場面で、このHVC-012だけはモーターの動作音のような音を出したり、頭についているLEDが実物同様、クラッシュすると点滅したり、専用カートのクラクションがファミコン風の電子音になっている。
走行中は明らかにステアリングを握っていないのだが、代わりに腕を左右に動かすことでステアリング操作を行い、走行している。
日本版・韓国版以外ではそれぞれ名称が「R.O.B.」「ROB-BLS」「ROB-LGS」に変更されており、カラーリングもNES版『R.O.B.』に準じたものになっている。
テトリスDS（2006年）
DS用ソフト。メニュー画面にヘクター博士が登場し、飛び跳ねたり寝ぼけて歩き回る姿を見せる。
任天童子（2013年）
ニンテンドーDSiウェア。収集アイテム「秘宝」の一種として「からくり人形」の名前で登場。
トモダチコレクション 新生活（2013年）
3DS用ソフト。お宝として登場。そのほかにもゲーム&ウオッチ、スーパースコープ、バーチャルボーイもお宝として登場している。
すれちがいMii広場（2013年）
有料追加コンテンツで入手できるMii用の帽子の一つとして「ロボットのぼうし」が登場。ブロックセットの黄色いブロックをアームで保持した姿となっている。

#### メイド イン ワリオシリーズ
メイド イン ワリオ（2003年）
GBA用ソフト。「ナインボルト」のプチゲーム「ロボット」に登場。Aボタンを押すことで上下している腕を停止させ、ブロックをはさむ動作をさせることができる。
同年ニンテンドーゲームキューブで追加要素を加えた移植版として発売された『あつまれ!!メイド イン ワリオ』でも同様に登場。
まわるメイドインワリオ（2004年）
GBA用ソフト。「ナインボルト」ステージのプロローグとエピローグにおいてナインボルトのコレクションの1つとして登場。
さわるメイドインワリオ（2004年）
DS用ソフト。「ナインボルト」のプチ（ボス）ゲーム「ワイルドガンマン」に登場。飛んでくるドラム缶を破壊した際に現れるレトログッズの1つとして登場している。
おどる メイド イン ワリオ（2006年）
Wii用ソフト。「ナインボルト」のプチ（ボス）ゲーム「スターフォックス」に登場。ボスエネミーとして登場し、攻撃として持っているファミコン光線銃からのエネルギー弾を撃ってくる。ブロックの形をしたコアを全部破壊すると倒せる（レベルによってコアの数が変化）。
メイド イン ワリオ ゴージャス（2018年）
ニンテンドー3DS用ソフト。「エイティーンボルト」のプチゲーム「ブロックセット〜ロボット」に登場。指定されたブロックを持って移動させるというゲーム内容となっている。

#### 大乱闘スマッシュブラザーズシリーズ
大乱闘スマッシュブラザーズX（2008年）
Wii用ソフト。隠しキャラクター「ロボット（Robot）」として参戦。シリーズ初の周辺機器を元ネタとしたキャラクターである。
ホームグラウンドとなるステージが存在しない唯一のキャラクターであり、乱入戦やシンプル（Stage9）やオールスターでは「マリオブラザーズ」のステージに登場する。
ホバリングで移動し、短時間の飛行も可能となっている。
攻撃はアームによる打撃と『ジャイロセット』のコマを飛ばす他、オリジナルのものとして目から出すビームやホバーユニットからの爆風を用いる。
各キャラクター固有の大技「最後の切りふだ」は、一定時間目から高威力の短距離ビームが出っ放しになり且つ発動中無敵状態になる「拡散ロボビーム」。
日本国外版では名前が「R.O.B.」となっているが、基本の配色は日本版と同じである。NES版『R.O.B.』のカラーは色違いのひとつとして用意されている。
アドベンチャーモード「亜空の使者」内では敵勢力として、ファミコンロボットの姿をしたキャラクター、「ロボットアタッカー」（色は白が少し薄いファミコンカラー。アームでの接近戦を行う）が登場する。他にも色違いの「ロボットランチャー」（色は濃い緑色。ミサイル攻撃を行う）「ロボットブラスター」（色は薄い紫色で、海外製のものに近い。ビーム攻撃を行う）も登場。また、前述の『F-ZERO GX』をモデルとしたステージ「ポートタウン エアロダイブ」でも引き続き背景として登場。
N64版の公式ホームページ『スマブラ拳!!』で行われた「アンケート集計拳」での返答で、ディレクターの桜井政博は「ロボット関連は難しいでしょう」と語っていたが、今作品で実現した。なお、登場の理由は発売後のインタビューによると、前作『DX』に登場したMr.ゲーム&ウォッチに続く登場の意外性を狙ったキャラクターとして考案したもので、登場を決定したのは『マリオカートDS』発売前でありこの2作品における登場はなんら関連性がないらしい。
アドベンチャーモード『亜空の使者』におけるファミリーコンピュータ ロボットについては、亜空軍を参照。
大乱闘スマッシュブラザーズ for Nintendo 3DS / Wii U（2014年）
前作に引き続き隠しキャラとして参戦している。大部分の要素は前作と一緒だが、効果音などの演出に一部変更がなされ、「最後の切りふだ」はロボットが自身の胴体を巨大ビーム砲に変形させてビームを放つ「スーパー拡散ロボビーム」に一新された。
日本国外版でも「R.O.B.」として登場し、今作ではデフォルトのカラーリングがNES版『R.O.B.』に準じたものとなり、日本版のデフォルトカラーとは入れ替わっている。
また、本作でも3DS版、Wii U版共にホームグラウンドとなるステージが追加されなかった（3DS版ではWii Fitトレーナーもホームグラウンドステージが存在しない。両機種共に存在しないのはロボットが唯一）ため、乱入戦では3DS版では「ピクトチャット2」、Wii U版では「レッキングクルー」のステージで戦う。
大乱闘スマッシュブラザーズ SPECIAL（2018年）
シリーズ参戦ファイターの全員参戦が掲げられた本作では、シリーズ参戦以来初めて発売前時点で登場することが公式に発表された。また、エンジェランドのスマッシュアピールのピットの会話集では「ミスターHVC-012」という基本の名称にされている。本作では脊椎の部分に、バーナーで使用する燃料の残量を示すメーターが設けられている。「最後の切りふだ」が再度変更されて、相手をロックオンした後に追尾する光線を連続発射し、その後に極太の直距離ビームを照射する「誘導ロボビーム」となった。今作でもホームグラウンドのステージは存在しておらず、挑戦者として登場の際は『for Wii U』と同じく「レッキングクルー」で対戦を行う。

#### 任天堂ソフト以外での登場作品
ビューティフル ジョー（2003年）
GC用ソフト。最終ステージの序盤にアイテムボックスを持つ背景として登場。他のゲームと違いこのソフトはカプコン開発である。なお、PS2移植版である『ビューティフル ジョー 新たなる希望』（2004年）にもそのまま登場しており、他社製品であるSCEハードに登場した珍しい例となっている。

## 関連商品

### サウンドトラック
「ファミコン 20th アニバーサリーアレンジ サウンドトラックス」（サイトロン）
トラック7にアレンジバージョンが収録されている。
「ゲームサウンドミュージアム　～ファミコン編～　09ブロックセット／ジャイロセット」（2004年・メガハウス）
食玩として発売される。

### フィギュア
Nintendo HISTORY COLLECTION
2003年ごろにユージンの食玩として発売される。
amiibo
任天堂が2014年から展開している近距離無線通信でゲーム機と連動させるフィギュアで2015年10月29日にamiiboの一種として発売される。